# 米羅柳比夫卡 (特諾皮爾州)
49°25′41″N 25°35′13″E / 49.42806°N 25.58694°E

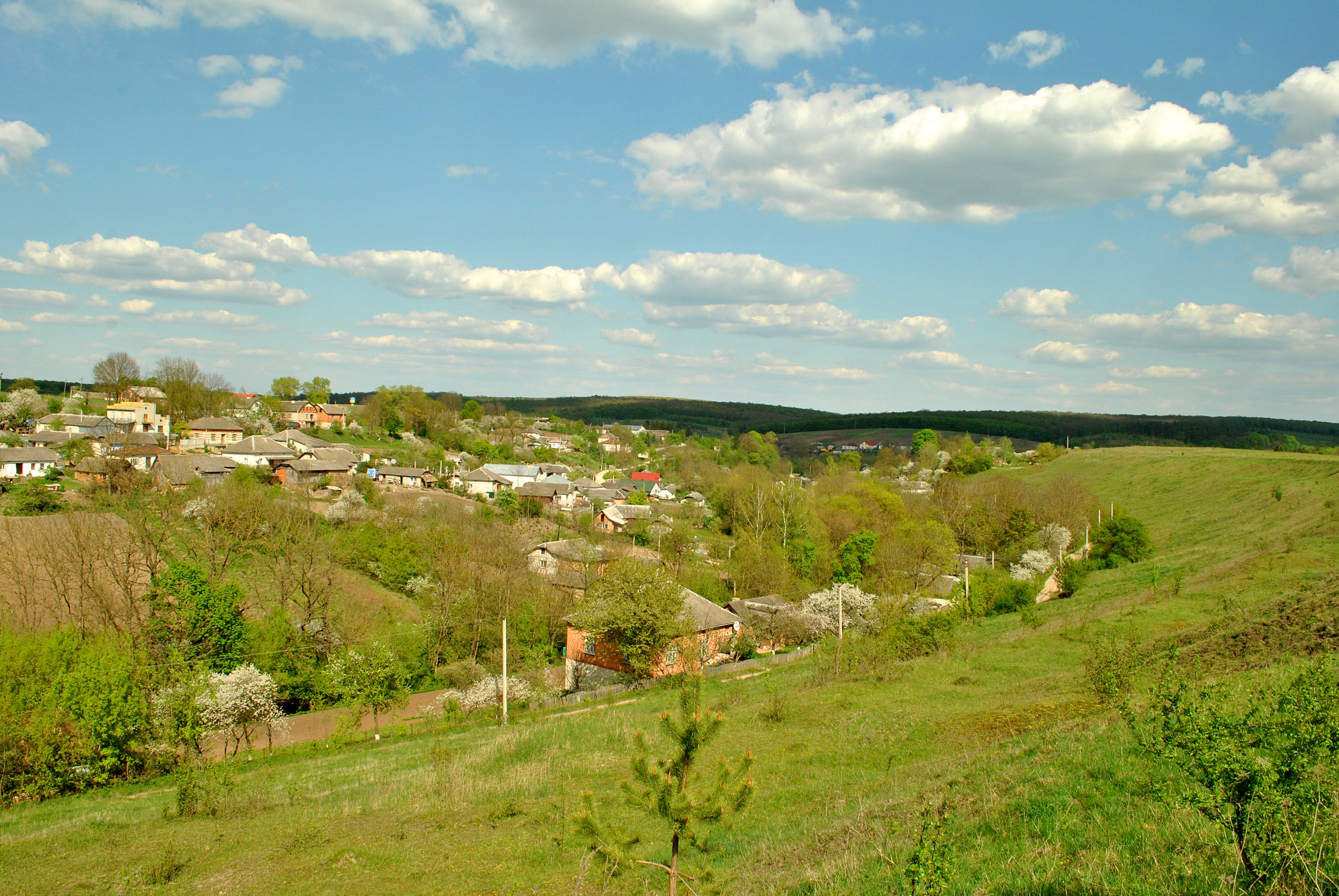

米羅柳比夫卡（羅馬化：Myroliubivka）是烏克蘭的村落，位於該國西部捷爾諾波爾州，由捷爾諾波爾區負責管轄，始建於十五世紀，面積1.54平方公里，2001年人口533。